# Colombias herrlandslag i futsal
Colombias herrlandslag i futsal representerar Colombia i futsal för herrar. Landslaget deltog i världsmästerskapet för första gången i 2012. I Copa América har man deltagit i fyra turneringar med en fjärdeplats som bästa placering. Laget styrs av det colombianska fotbollsförbundet.